# Скиада, Афанасий Егорович
Афанасий Егорович Скиада (Скяда, Скада, Скияда, Скиадин, Скьяда; лат. Athanasio Schiada; 1691—1769) — российский профессор и библиограф; грек, родом из Кефалонии. Создатель первого русского описания греческих рукописей в Москве, ставшего образцом для дальнейших библиотечных описей.

## Биография и деятельность
В 1720 году определён генерал-фельдмаршалом Меншиковым в армейские драгунские полки обер-аудитором, но вскоре по прошению, из-за слабого здоровья, уволен с военной службы.

### Профессорство
9 мая 1722 года по собственной просьбе назначен на место Софрония Лихуда профессором греческого языка в Московскую эллино-греческую типографскую школу с годовым жалованьем в 150 рублей за обучение, 50 рублей по должности справщика и 10 сажен дров, с поручением «иметь прилежное над учениками смотрение и отправлять определённые от Священного Синода служения». Целью школы было подготавливать из учеников, хотя бы отчасти владеющих греческим и латынью, опытных книжных справщиков — корректоров богослужебной литературы. Первое время она была в ведении Монастырского приказа, с 1711 года в ведении Приказа книг печатного дела, а в 1721 года — с типографией была отнесена к только что учреждённому Синоду; в 1726 году управление школой было поручено ректору Славяно-латинской академии, и она практически утратила самостоятельность, образуя одно из трёх отделений академии, получившей снова название Славяно-греко-латинской.

#### Опись греческих рукописей в Москве
Став профессором, Скиада прежде всего сделал описание греческих рукописей Синодальной библиотеки и типографии, — по поручению Синода по случаю предстоящего осмотра Синодальной библиотеки герцогом Голштинским Карлом Фридрихом, женихом царевны Анны Петровны. Описание было составлено и 4 января 1723 года поднесено императору, который наградил автора и велел напечатать. Оно и было издано в том же году в Москве в 50-ти экземплярах с посвящением Петру Великому, в малую 4-ку, в 2 столбца: на одном — по-латыни, на другом — по-русски (гражданскими буквами), под заглавием: «Catalogi duo codicum manuscriptorum graecorum, qui in Bibliotheca Synodali Moscvensi asservantur…» («Два каталога рукописанных книг греческих, в Синодальной библиотеке в Москве обретающихся…»). Благодаря приказу 1722 года о присылке из всех епархий и монастырей в Москву «куриозных» рукописей и книг, в Синодальной библиотеке в распоряжении Скиады оказалось довольно много списков с этих рукописей. В первом каталоге описано 50 книг, во 2-м — 304 и в 3-м, в виде прибавления, 93 книги из библиотеки Московской типографии. Из недочетов каталога нужно указать часто неверное обозначение времени написания рукописи и изредка встречающееся приписывание различных произведений, находящихся часто в одном сборнике, одному автору, и вообще ошибки в определении автора. Ошибки обнаруживаются при сличении хотя бы с каталогом Фридриха Маттея: «Accurata codicum graecorum S. Synodi notitia et recensio» (1805). Однако труд Скиады важен как первая серьёзная попытка привести в известность часть очень ценной библиотеки и как первый опыт систематического, отдельного описания греческих рукописей, послуживший образцом для дальнейших описей. Каталог снабжен предисловием и статьёй «О употреблении манускриптов, то есть рукописных книг, к читателю». Латинский текст был перепечатан профессором Лейпцигского университета Каппом (нем. Johann Erhard Kapp) под названием: «Arcana Bibliothecae synodalis et typographicae Moscvensis sacra» (1724) и затем Шерером в Nordische Nebenstunden, а русский текст в «Отечественных Записках». Работы Скиады получили известность не только в России. О них писала немецкая пресса .

#### Опись славянских рукописей в Москве
Скиаде было поручено Синодом описать также славянские рукописи тех же библиотек. Труд окончен в январе 1725 года, но напечатан не был, вероятно, потому, что Скиада не успел его обработать, будучи отстранён от должности профессора греческой школы.

#### Отставка
16 января 1725 года поступило распоряжение о переводе школы в здание Славяно-латинской академии, что предвещало потерю самостоятельности Типографской школы. Скиада протестовал и отказывался подчиняться ректору, «так как чрез то честь его без вины умаляется». В ответ в марте 1725 года последовало распоряжение протектора, что Скиада отрешён от должности в школе, при этом подчёркивалось отсутствие претензий к деятельности. Его заместил Алексей Барсов, приведший школу в соответствие академическим правилам. Полная отставка последовала 15 октября и в выданном Скиаде «абшите» упоминалось о беспорочной жизни, учении и каталогах.
10 ноября 1725 года определён на 3 года профессором в Александро-Невскую славяно-греко-латинскую семинарию (при монастыре) для обучения молодёжи греческому и латыни, преподавание которых только что было введено, с жалованием 400 рублей, 10 сажен дров и одной «вари» пива. Занимал эту должность с 20 января 1726 года по январь 1729 года. Помимо учебных занятий, Скиаде было поручено привести в порядок, описать и пополнить монастырскую библиотеку. Следов описания библиотеки не сохранилось, но из своих книг он уступил школе за 60 рублей около 90 экземпляров.
По окончании службы в семинарии, выехал в Грецию (около 1729—1730 годов).

## Труды
- «Два каталога рукописанных книг греческих в Синодальной библиотеке в Москве обретающихся, которые в лето 1722 г. Афанасием Скиадой рассмотрены и разобраны» (М., 1723; перепечатан в XVI томе «Отечественных записок» 1841 года);